# Ivan Moravec
Ivan Moravec (9. listopadu 1930 Praha – 27. července 2015 Praha) byl
český klavírista a osobnost soudobé české hudební interpretace. Patřil k předním interpretům Chopina zařazeným do edice Velcí klavíristé 20. století vydavatelstvím Philips Classics. V médiích byl přezdíván „básníkem klavíru“ či „pianistou pianistů“.

## Život
Narodil se 7. listopadu 1930 v Praze. Otec byl právník a amatérský hudebník. Na klavír začal hrát v sedmi letech. Zpočátku jej přitahovala především opera a nahrávky legendárního tenoristy Enrica Carusa. V deseti letech ovšem utrpěl zranění krční páteře, což jeho hudební vývoj na chvíli přerušilo, ale rychle to dohnal. Paradoxně díky tomu objevil nutnost jiného přístupu ke klaviatuře a mohl si tak vybudovat vlastní techniku, založenou na užití celé váhy paže a koncentraci tónové tvořivosti pouze do konečků prstů.
Po studiích na Pražské konzervatoři a Akademii múzických umění v Praze, ve třídě prof. Ilony Štěpánové-Kurzové, dcery Viléma Kurze, se záhy zařadil mezi talentované mladé klavíristy. To ostatně rozpoznal i Arturo Benedetti Michelangeli. Moravcova hra na něj udělala takový dojem, že jej italský mistr pozval na svůj festival v Arezzu (1957 až 1958). Jeho čistá hra a smysl pro barevnost tónu ovlivnily Moravcův pianistický projev.
V padesátých letech byl v Československu uznáván jako talent nastupující pianistické generace, ale na Západě se o něm prakticky nevědělo. Změna nastala, až když se do rukou amerických impresáriů dostala nahrávka jeho koncertu z Pražského jara 1962 se Zubinem Mehtou s provedením 4. klavírního koncertu Ludwiga van Beethovena. Kritikou byly dobře přijaty i Moravcovy koncerty v Londýně.
Nahrávka zapůsobila i na dirigenta Georga Szella, který jej přizval ke svému provedení Beethovenova klavírního koncertu. Koncert s Cleveland Symphony Orchestra odstartoval umělcovu mezinárodní kariéru. Během ní navštívil všechna významná světová pódia, v roce 1964 debutoval v newyorské Carnegie Hall, byl zván jako sólista světových orchestrů.
Hrál díla Mozartova, Beethovenova, Debussyho, Francka či Chopina, z českých autorů často zařazoval Janáčkovy skladby.
Ivan Moravec byl rovněž profesorem pražské Akademie múzických umění. Převzal styl výuky své učitelky Ilony Štěpánové-Kurzové. Mezi jeho žáky se zařadili pianisté Boris Krajný, Václav Mácha, Jaroslava Pěchočová či Martin Hršel. Působil také na letních klavírních kurzech v Plzni a byl členem porot mnoha mezinárodních soutěží (Brusel, Vídeň aj.).
V posledních letech života kvůli zdravotním potížím omezoval svá vystoupení. Zemřel v Praze 27. července 2015 ve věku 84 let na karcinom prostaty.

## Nahrávky
Americká společnost „Conoisseur Society“ požádala mladého umělce o pořízení několika nahrávek, které se zařadily mezi klasiku (znovu byly vydány firmami Nonesuch a Supraphon). Moravec natáčel i pro Supraphon, stejně jako zahraniční labely (např. Dorian, Vox, Hänssler Classics). Některé z jeho nahrávek obdržely ocenění (MIDEM, Grand Prix du disque aj.). Byl nominován na americké ceny Grammy a „Player of the Year“. Ceněné jsou jeho nahrávky Mozarta, Chopina a impresionistů (Claude Debussy, Maurice Ravel).

## Ocenění
Prezident republiky Václav Havel mu udělil 28. října 2000 při příležitosti státního svátku Medaili Za zásluhy – státní vyznamenání za zásluhy o kulturu, Karlova univerzita ho v tomtéž roce vyznamenala mezinárodní Cenou Karla IV. a časopis Harmonie mu udělil v roce 2000 cenu za celoživotní interpretační přínos pro hudební kulturu. Na Mezinárodním hudebním veletrhu MIDEM obdržel Cannes Classical Awards 2002 za celoživotní umělecký přínos. V roce 2004 obdržel také cenu České hudební rady za celoživotní uměleckou práci a propagaci české hudby v zahraničí.